# مکس‌ول (ریزمعماری)
مکس‌ول (انگلیسی: Maxwell) یک ریزمعماری است که انویدیا با نام کد GPU به عنوان جانشینی برای طرح قبلی خود یعنی معماری کپلر توسعه داده‌است. این تکنولوژی پس از سری کارت‌های گرافیک جیفورس ۷۰۰ مورد استفاده قرار گرفت کارت‌های جیفورس سری ام۸۰۰ و ۹۰۰ از این معماری استفاده می‌کنند.